# 형사 클루조
형사 클루조(Inspector Clouseau)는 영국에서 제작된 버드 요킨 감독의 1968년 코미디, 범죄 영화이다. 알란 아킨 등이 주연으로 출연하였고 루이스 J. 레치밀 등이 제작에 참여하였다.

## 출연

### 주연
- 알란 아킨
- 데이비드 보어
- 안소니 아인리
- 제프리 베일든

### 조연
- 카티아 웨스
- 에릭 폴먼
- 마르지에 로렌스
- 터트 렘코우
- 클라이브 프란시스

## 제작진
- 미술: 마이클 스트링거
- 의상: 아이비 베이커
- 의상: 디너 그리트